# Associazione Sportiva Roma 1941-1942
Questa voce raccoglie le informazioni riguardanti l'Associazione Sportiva Roma nelle competizioni ufficiali della stagione 1941-1942.

## Stagione

La festa per il primo scudetto della storia romanista

La stagione 1941-42 comincia con circa un mese di ritardo. La Roma non parte con i favori del pronostico visti gli scarsi risultati della stagione precedente. Igino Betti lascia la guida della società a Edgardo Bazzini. In sede di campagna acquisti arrivano Edmondo Mornese dal Novara, la mezzala Renato Cappellini dal Napoli, detto poi "Il barone" dai supporter giallorossi, il terzino Sergio Andreoli e, a fine mercato, il portiere Fosco Risorti.
La squadra si mostra subito competitiva guadagnandosi la testa del campionato fin dalle prime giornate. Il 1º febbraio 1942 diviene campione d'inverno e successivamente si laurea campione d'Italia il 14 giugno, grazie alla vittoria interna per 2-0 sul Modena con i gol di Cappellini ed Ermes Borsetti: per la prima volta nella storia del calcio italiano viene rotta l'egemonia delle formazioni del Nord e lo Scudetto finisce appannaggio di una squadra del Centro-Sud.
Avventurose furono le vicende legate alla Coppa simbolo del primato. Scomparsa nel secondo dopoguerra, ritornerà alla luce solo nel 1971 grazie un tifoso giallorosso, Alfredo Mollicone, falegname del quartiere Ostiense, il quale la rinvenne casualmente tra le cianfrusaglie di uno straccivendolo: il trofeo, inizialmente esposto presso la sede del Messaggero, testata che aveva ricostruito la vicenda, sarà infine reclamato dall'allora vicepresidente del club, Dino Viola, richiesta a cui Mollicone acconsentirà con un simbolico passaggio di consegne a Guido Masetti, uno dei protagonisti del primo Scudetto romanista.

## Divise
La divisa primaria della Roma è costituita da maglia rossa, pantaloncini bianchi e calzettoni rossi con banda gialla orizzontale; la seconda divisa presenta una maglia bianca con banda giallorossa orizzontale tra torace e addome, pantaloncini e calzettoni neri, questi con una banda giallorossa orizzontale; in alcune partite fuori casa viene usata una divisa completamente nera, con i calzettoni ornati da una banda giallorossa orizzontale. I portieri hanno tre divise: la prima presenta maglia nera (con colletto a polo), calzoncini bianchi, calzettoni rossi con banda gialla orizzontale, la seconda maglia blu, calzoncini neri e calzettoni rossi con banda gialla orizzontale, la terza maglia grigia combinata con gli stessi calzoncini e calzettoni della precedente.
| Casa | Trasferta | Terza divisa | 1ª portiere | 2ª portiere | 3ª portiere |

## Organigramma societario
Di seguito l'organigramma societario.
Area direttiva
- Presidente: Edgardo Bazzini

Area tecnica
- Allenatore: Alfréd Schaffer

Area sanitaria
- Responsabile: Gaetano Zappalà
- Massaggiatori: Angelo Cerretti, Angelo Cesaroni

## Rosa
Di seguito la rosa.
| N. |                   | Ruolo | Calciatore               |
| -- | ----------------- | ----- | ------------------------ |
|    | Italia (bandiera) | P     | Ippolito Ippoliti        |
|    | Italia (bandiera) | P     | Guido Masetti (capitano) |
|    | Italia (bandiera) | P     | Fosco Risorti            |
|    | Italia (bandiera) | D     | Mario Acerbi             |
|    | Italia (bandiera) | D     | Sergio Andreoli          |
|    | Italia (bandiera) | D     | Luigi Brunella           |
|    | Italia (bandiera) | D     | Luigi Nobile             |
|    | Italia (bandiera) | C     | Giuseppe Bonomi          |
|    | Italia (bandiera) | C     | Renato Cappellini        |
|    | Italia (bandiera) | C     | Aristide Coscia          |

| N. |                      | Ruolo | Calciatore           |
| -- | -------------------- | ----- | -------------------- |
|    | Italia (bandiera)    | C     | Mario De Grassi      |
|    | Italia (bandiera)    | C     | Luigi Di Pasquale    |
|    | Italia (bandiera)    | C     | Aldo Donati          |
|    | Italia (bandiera)    | C     | Paolo Jacobini       |
|    | Albania (bandiera)   | C     | Naim Krieziu         |
|    | Italia (bandiera)    | C     | Edmondo Mornese      |
|    | Italia (bandiera)    | A     | Amedeo Amadei        |
|    | Italia (bandiera)    | A     | Cesare Benedetti (I) |
|    | Italia (bandiera)    | A     | Ermes Borsetti       |
|    | Argentina (bandiera) | A     | Miguel Ángel Pantó   |

## Calciomercato
Di seguito il calciomercato.
| Acquisti | Acquisti             | Acquisti    | Acquisti               |
| R.       | Nome                 | da          | Modalità               |
| -------- | -------------------- | ----------- | ---------------------- |
| P        | Fosco Risorti        | Savoia      | definitivo             |
| D        | Sergio Andreoli      | Perugia     | definitivo (25.000 £)  |
| C        | Renato Cappellini    | Napoli      | definitivo (140.000 £) |
| C        | Luigi Di Pasquale    | Padova      | definitivo             |
| C        | Edmondo Mornese      | Novara      | definitivo (120.000 £) |
| A        | Cesare Benedetti (I) | Ilva Savona | definitivo             |

| Cessioni | Cessioni             | Cessioni        | Cessioni   |
| R.       | Nome                 | a               | Modalità   |
| -------- | -------------------- | --------------- | ---------- |
| P        | Ugo Ceresa           | Ferrara         | definitivo |
| P        | Amedeo Rega          | Lazio           | definitivo |
| D        | Pietro Acquarone     | Venezia         | definitivo |
| D        | Romolo Alzani        | Ala Littoria    | definitivo |
| D        | Erminio Asin         | -               | svincolato |
| C        | Cataldo Spitale      | Gimnasia (LP)   | definitivo |
| A        | Trentino Bui         | Vis Pesaro      | definitivo |
| A        | Omero Carmellini     | Alba Motor      | definitivo |
| A        | Francisco Providente | Vélez Sarsfield | definitivo |

## Risultati

### Serie A

#### Girone di andata
| Arbitro: | Scarpi (Dolo) |

|                                                        |           |            |
| Di Pasquale 13’ Coscia 20’ (rig.) Amadei 42’, 85’, 88’ | Marcatori | 37’ Dugini |

| Arbitro: | Barlassina (Novara) |

|              |           |                        |
| Andreoli 79’ | Marcatori | 55’ Donati 82’ Krieziu |

| Arbitro: | Scorzoni (Bologna) |

|                       |           |  |
| Krieziu 16’ Pantó 52’ | Marcatori |  |

| Arbitro: | Pizziolo (Firenze) |

|                |           |  |
| Conti 44’, 60’ | Marcatori |  |

| Arbitro: | Barlassina (Novara) |

|                                 |           |                      |
| Penzo 19’ Valcareggi 51’ (rig.) | Marcatori | 24’ Pantó 47’ Amadei |

| Arbitro: | Bertolio (Torino) |

|                            |           |  |
| Di Pasquale 29’ Donati 45’ | Marcatori |  |

| Arbitro: | Galeati (Bologna) |

|                   |           |                              |
| Corbelli 15’, 48’ | Marcatori | 38’ Pantó 69’ (rig.) Mornese |

| Roma 14 dicembre 1941, ore 15:30 8ª giornata | Roma              | 0 – 0 referto | Venezia | Stadio Nazionale del PNF (25.000 circa spett.)\| Arbitro: \| Curradi (Firenze) \| |
| Arbitro:                                     | Curradi (Firenze) |               |         |                                                                                   |

| Trieste 21 dicembre 1941 9ª giornata | Triestina          | 0 – 0 referto | Roma | Stadio Littorio (14.000 circa spett.)\| Arbitro: \| Scorzoni (Bologna) \| |
| Arbitro:                             | Scorzoni (Bologna) |               |      |                                                                           |

| Roma 28 dicembre 1941, ore 15:30 10ª giornata | Roma            | 0 – 0 referto | Torino | Stadio Nazionale del PNF (20.000 circa spett.)\| Arbitro: \| Scotto (Savona) \| |
| Arbitro:                                      | Scotto (Savona) |               |        |                                                                                 |

| Arbitro: | Bertolio (Torino) |

|  |           |                                      |
|  | Marcatori | 46’ Coscia 62’ Cappellini 74’ Amadei |

| Arbitro: | Scorzoni (Bologna) |

|                                |           |           |
| Amadei 17’ Faotto 90+2’ (aut.) | Marcatori | 26’ Piola |

| Arbitro: | Galeati (Bologna) |

|  |           |                  |
|  | Marcatori | 45’, 86’ Krieziu |

| Arbitro: | Bernardi (Bologna) |

|                                                 |           |  |
| Del Bianco 51’ (aut.) Pantó 55’ Amadei 70’, 77’ | Marcatori |  |

| Modena 1º febbraio 1942 15ª giornata | Modena                      | 0 – 0 referto | Roma | Stadio Cesare Marzari\| Arbitro: \| Ciamberlini (Sampierdarena) \| |
| Arbitro:                             | Ciamberlini (Sampierdarena) |               |      |                                                                    |

#### Girone di ritorno
| Arbitro: | Zelocchi (Modena) |

|             |           |            |
| Verrina 67’ | Marcatori | 30’ Amadei |

| Arbitro: | Bertolio (Torino) |

|                |           |  |
| Cappellini 80’ | Marcatori |  |

| Arbitro: | Barlassina (Novara) |

|                                        |           |  |
| Colaneri 24’ Sentimenti III 77’ (rig.) | Marcatori |  |

| Arbitro: | Zelocchi (Modena) |

|             |           |                          |
| Krieziu 82’ | Marcatori | 46’ Bertoni I 57’ Ispiro |

| Arbitro: | Barlassina (Novara) |

|           |           |  |
| Pantó 80’ | Marcatori |  |

| Arbitro: | Scorzoni (Bologna) |

|                                      |           |                        |
| Meazza 6’ Boffi 49’ Bollano 64’, 86’ | Marcatori | 41’ Amadei 82’ Krieziu |

| Arbitro: | Pizziolo (Firenze) |

|                |           |  |
| Pantó 40’, 56’ | Marcatori |  |

| Arbitro: | Ciamberlini (Sampierdarena) |

|  |           |            |
|  | Marcatori | 62’ Amadei |

| Roma 3 maggio 1942 24ª giornata | Roma               | 0 – 0 referto | Triestina | Stadio Nazionale del PNF\| Arbitro: \| Bernardi (Bologna) \| |
| Arbitro:                        | Bernardi (Bologna) |               |           |                                                              |

| Arbitro: | Galeati (Bologna) |

|                     |           |                |
| Baldi 9’ Petron 76’ | Marcatori | 6’, 24’ Amadei |

| Arbitro: | Scorzoni (Bologna) |

|                                                                      |           |  |
| Borsetti 2’ Cappellini 52’ Amadei 57’, 70’, 73’ Coscia 63’ Pantó 83’ | Marcatori |  |

| Arbitro: | Barlassina (Novara) |

|                |           |          |
| Puccinelli 68’ | Marcatori | 5’ Pantó |

| Arbitro: | Ciamberlini (Sampierdarena) |

|                                                      |           |  |
| Pantó 5’, 82’ Amadei 8’ Borsetti 38’, 59’ Coscia 84’ | Marcatori |  |

| Arbitro: | Galeati (Bologna) |

|  |           |                      |
|  | Marcatori | 24’ Pantó 81’ Amadei |

| Arbitro: | Ciamberlini (Sampierdarena) |

|                             |           |  |
| Cappellini 21’ Borsetti 35’ | Marcatori |  |

### Coppa Italia

#### Fase finale
| Arbitro: | Curradi (Firenze) |

|               |           |  |
| Calzolai 113’ | Marcatori |  |

## Statistiche

### Statistiche di squadra
Di seguito le statistiche di squadra.
| Competizione | Punti | In casa | In casa | In casa | In casa | In casa | In casa | In trasferta | In trasferta | In trasferta | In trasferta | In trasferta | In trasferta | Totale | Totale | Totale | Totale | Totale | Totale | DR  |
| Competizione | Punti | G       | V       | N       | P       | Gf      | Gs      | G            | V            | N            | P            | Gf           | Gs           | G      | V      | N      | P      | Gf     | Gs     | DR  |
| ------------ | ----- | ------- | ------- | ------- | ------- | ------- | ------- | ------------ | ------------ | ------------ | ------------ | ------------ | ------------ | ------ | ------ | ------ | ------ | ------ | ------ | --- |
| Serie A      | 42    | 15      | 11      | 3       | 1       | 35      | 4       | 15           | 5            | 7            | 3            | 20           | 17           | 30     | 16     | 10     | 4      | 55     | 21     | +34 |
| Coppa Italia |       | -       | -       | -       | -       | -       | -       | 1            | 0            | 0            | 1            | 0            | 1            | 1      | 0      | 0      | 1      | 0      | 1      | -1  |
| Totale       |       | 15      | 11      | 3       | 1       | 35      | 4       | 16           | 5            | 7            | 4            | 20           | 18           | 31     | 16     | 10     | 5      | 55     | 22     | +33 |

### Andamento in campionato
| Giornata  | 1 | 2 | 3 | 4 | 5 | 6 | 7 | 8 | 9 | 10 | 11 | 12 | 13 | 14 | 15 | 16 | 17 | 18 | 19 | 20 | 21 | 22 | 23 | 24 | 25 | 26 | 27 | 28 | 29 | 30 |
| --------- | - | - | - | - | - | - | - | - | - | -- | -- | -- | -- | -- | -- | -- | -- | -- | -- | -- | -- | -- | -- | -- | -- | -- | -- | -- | -- | -- |
| Luogo     | C | T | C | T | T | C | T | C | T | C  | T  | C  | T  | C  | T  | T  | C  | T  | C  | C  | T  | C  | T  | C  | T  | C  | T  | C  | T  | C  |
| Risultato | V | V | V | P | N | V | N | N | N | N  | V  | V  | V  | V  | N  | N  | V  | P  | P  | V  | P  | V  | V  | N  | N  | V  | N  | V  | V  | V  |
| Posizione | 1 | 1 | 1 | 1 | 2 | 1 | 1 | 1 | 2 | 1  | 1  | 1  | 1  | 1  | 1  | 1  | 1  | 1  | 3  | 2  | 3  | 2  | 2  | 1  | 1  | 1  | 2  | 1  | 1  | 1  |

Legenda:

Luogo: C = Casa; T = Trasferta. Risultato: V = Vittoria; N = Pareggio; P = Sconfitta.

### Statistiche dei giocatori
Desunte dalle edizioni cartacee dei giornali dell'epoca.
| Giocatore        | Serie A  | Serie A | Coppa Italia | Coppa Italia | Totale   | Totale |
| Giocatore        | Presenze | Reti    | Presenze     | Reti         | Presenze | Reti   |
| ---------------- | -------- | ------- | ------------ | ------------ | -------- | ------ |
| I. Ippoliti      | 0        | -0      | 0            | -0           | 0        | -0     |
| G. Masetti       | 29       | -21     | 1            | -1           | 30       | -22    |
| F. Risorti       | 1        | 0       | 0            | 0            | 1        | 0      |
| M. Acerbi        | 9        | 0       | 1            | 0            | 10       | 0      |
| S. Andreoli      | 20       | 0       | 0            | 0            | 20       | 0      |
| L. Brunella      | 30       | 0       | 1            | 0            | 31       | 0      |
| L. Nobile        | 1        | 0       | 0            | 0            | 1        | 0      |
| G. Bonomi        | 24       | 0       | 1            | 0            | 25       | 0      |
| R. Cappellini    | 18       | 4       | 0            | 0            | 18       | 4      |
| A. Coscia        | 30       | 4       | 1            | 0            | 31       | 4      |
| M. De Grassi     | 1        | 0       | 0            | 0            | 1        | 0      |
| L. Di Pasquale   | 8        | 2       | 1            | 0            | 9        | 2      |
| A. Donati        | 29       | 2       | 0            | 0            | 29       | 2      |
| P. Jacobini      | 7        | 0       | 0            | 0            | 7        | 0      |
| N. Krieziu       | 23       | 6       | 1            | 0            | 24       | 6      |
| E. Mornese       | 29       | 1       | 1            | 0            | 30       | 1      |
| A. Amadei        | 30       | 18      | 1            | 0            | 31       | 18     |
| C. Benedetti (I) | 3        | 0       | 0            | 0            | 3        | 0      |
| E. Borsetti      | 8        | 4       | 1            | 0            | 9        | 4      |
| M.Á. Pantó       | 30       | 12      | 1            | 0            | 31       | 12     |